# Pitch (krykiet)
Pitch (ang. "murawa") to centralna część boiska krykietowego o wymiarach 22 jardy na 10 stóp. Na każdym jego końcu wbite są w ziemię wickety ("bramki"). 
Jeden koniec pitchu wyznaczany jest jako "koniec odbicia" (to tam pozycję zajmuje batsman), a drugi jako "koniec rzutu" (stamtąd rzuca bowler). Linia łącząca wickety dzieli pole na dwie części; zależnie od tego, jak batsman trzyma kij, prawa (dla odbijającego praworęcznego) lub lewa (dla leworęcznego) nosi nazwę off side, a przeciwna on side lub leg side ("strona nogi").

Wymiary pitchu.

## Obszar chroniony
Obszar chroniony (ang. protected area) to centralny pas pitchu o szerokości dwóch stóp i rozpoczynający się pięć stóp od popping crease. Na mocy zasad krykieta bowler musi unikać stawania na nim po oddaniu rzutu. Trzykrotne naruszenie tej reguły skutkuje wykluczeniem bowlera z gry do końca inningsu.
Celem tej zasady jest chronienie tej części pitchu, od której najczęściej odbija się piłka po rzucie, aby nie powodować dodatkowego, niesprawiedliwego utrudnienia dla batsmana.
Zasada ta nie dotyczy sytuacji po odbiciu piłki przez batsmana, kiedy to zawodnicy drużyny rzucającej starają się możliwie najszybciej strącić baile z wicketów.